# جزیره چیبوکو
جزیره چیبوکو ((به ژاپنی: 竹生島 Chikubu-shima)) یک جزیره کوچک است که در قسمت شمالی دریاچه بیوا قرار دارد.